# Тарханы
Тарха́ны — российский государственный музей-заповедник федерального значения, усадьба конца XVIII — начала XIX века, одно из наиболее известных лермонтовских мест России. Усадьба любимой бабушки поэта, Елизаветы Арсеньевой, урождённой Столыпиной. В Тарханах Лермонтов провёл свои детские годы. Усадьба расположена в селе Лермонтово (ранее это село называлось «Тарханы») Белинского района Пензенской области. Сам писатель умер во время дуэли 15 июля 1841 г. В 1842 году прах Лермонтова расположен в склепе в усадьбе.
Официальное название — Федеральное государственное бюджетное учреждение культуры «Государственный Лермонтовский музей-заповедник „Тарханы“».
В 17 км на юго-запад от с. Лермонтова в г. Белинском находится музей-усадьба В. Г. Белинского. Директор музея Юлия Викторовна Печникова, президент музея Тамара Михайловна Мельникова .

## Архитектурный ансамбль усадьбы
В первый комплекс входят:
- Барский дом
- Церковь Марии Египетской
- Людская изба (восстановлена)
- Дом ключника (восстановлен)

Во второй комплекс входят:
- Склеп Арсеньевых-Лермонтовых с часовней над ним
- Сельская церковь Михаила Архангела
- Сторожка

## Экспозиция
На территории усадьбы действует Государственный Лермонтовский музей-заповедник «Тарханы», образованный в 1939 году. Его площадь составляет 196 га. В фондах музея числится около 29 тысяч единиц хранения, из них основного фонда — 14,5 тысяч единиц. В Доме Ключника представлены экспозиции, посвящённые атмосфере, в которой Лермонтов жил в детстве (сцены из русского народного быта). В Людской избе организованы видеоэкскурсии, посвящённые двум его произведениям — стихотворению «Бородино» и «Песне про царя Ивана Васильевича, молодого опричника и удалого купца Калашникова» (посвящённой нравам времен Ивана Грозного).

## Лермонтовский праздник
Традиционно в первые выходные июля в Тарханах проводится всероссийский Лермонтовский праздник, в котором принимают участие деятели культуры и искусства. В эти дни организуются специальные автобусные маршруты из Пензы, чтобы все почитатели творчества М. Ю. Лермонтова могли посетить этот праздник. В рамках праздника ежегодно вручается Всероссийская литературная премия имени Михаила Юрьевича Лермонтова.

## Галерея

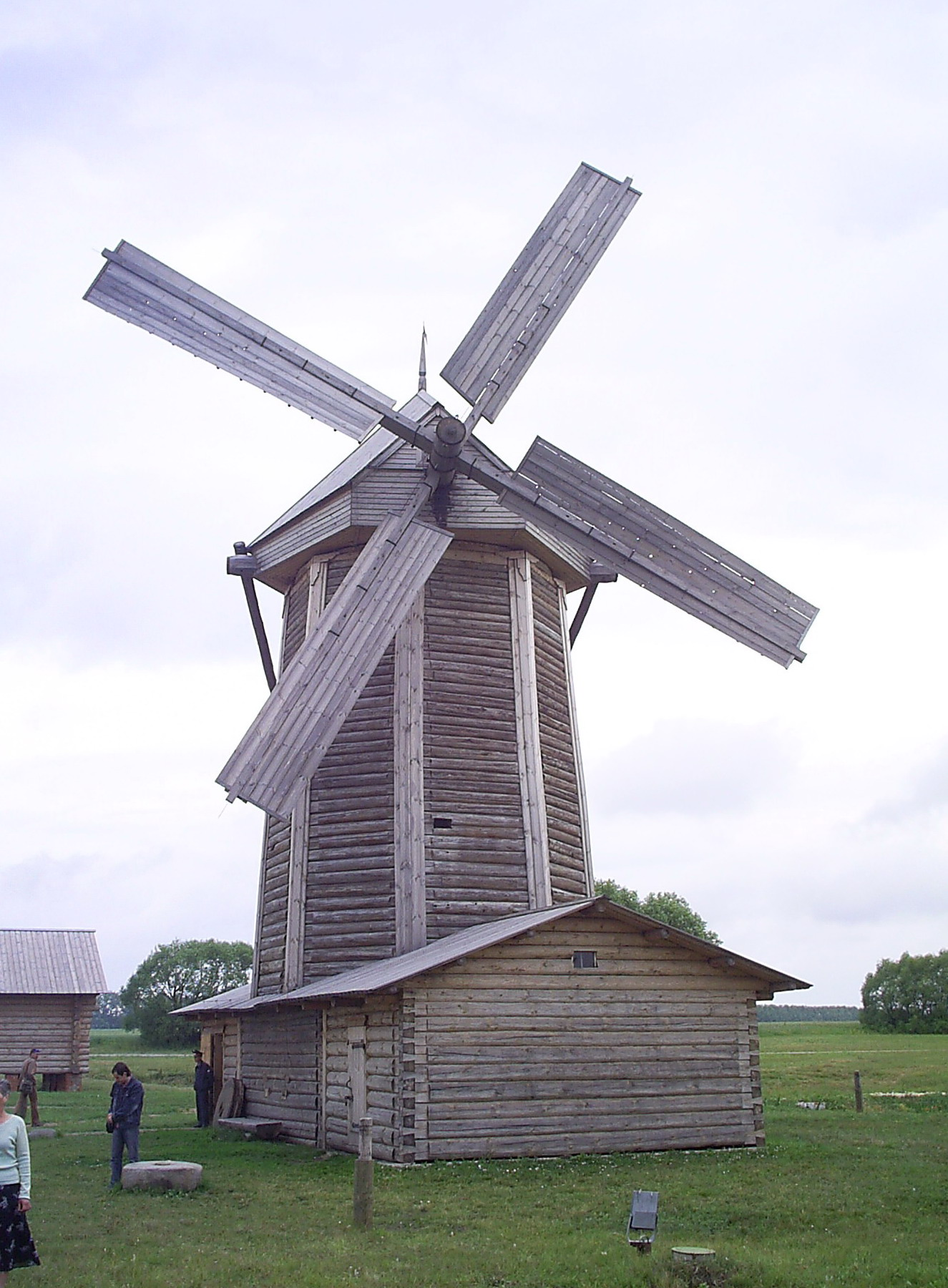
Мельница и дом мельника
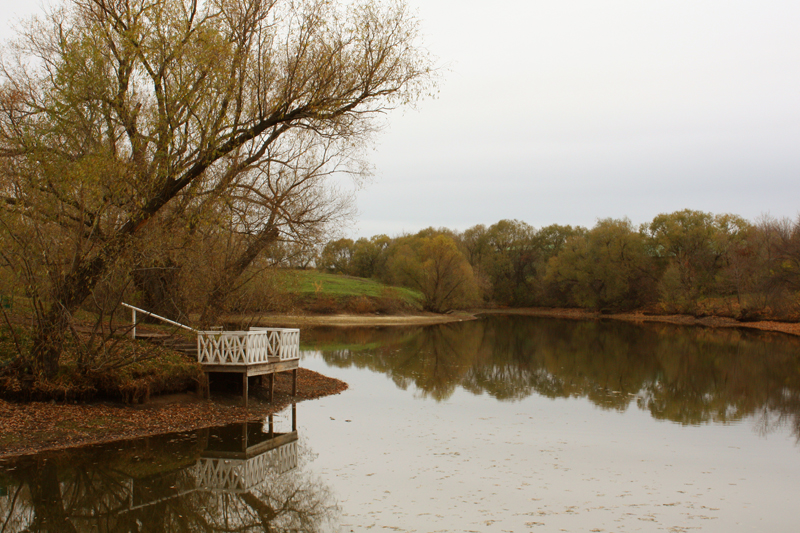
В заповеднике
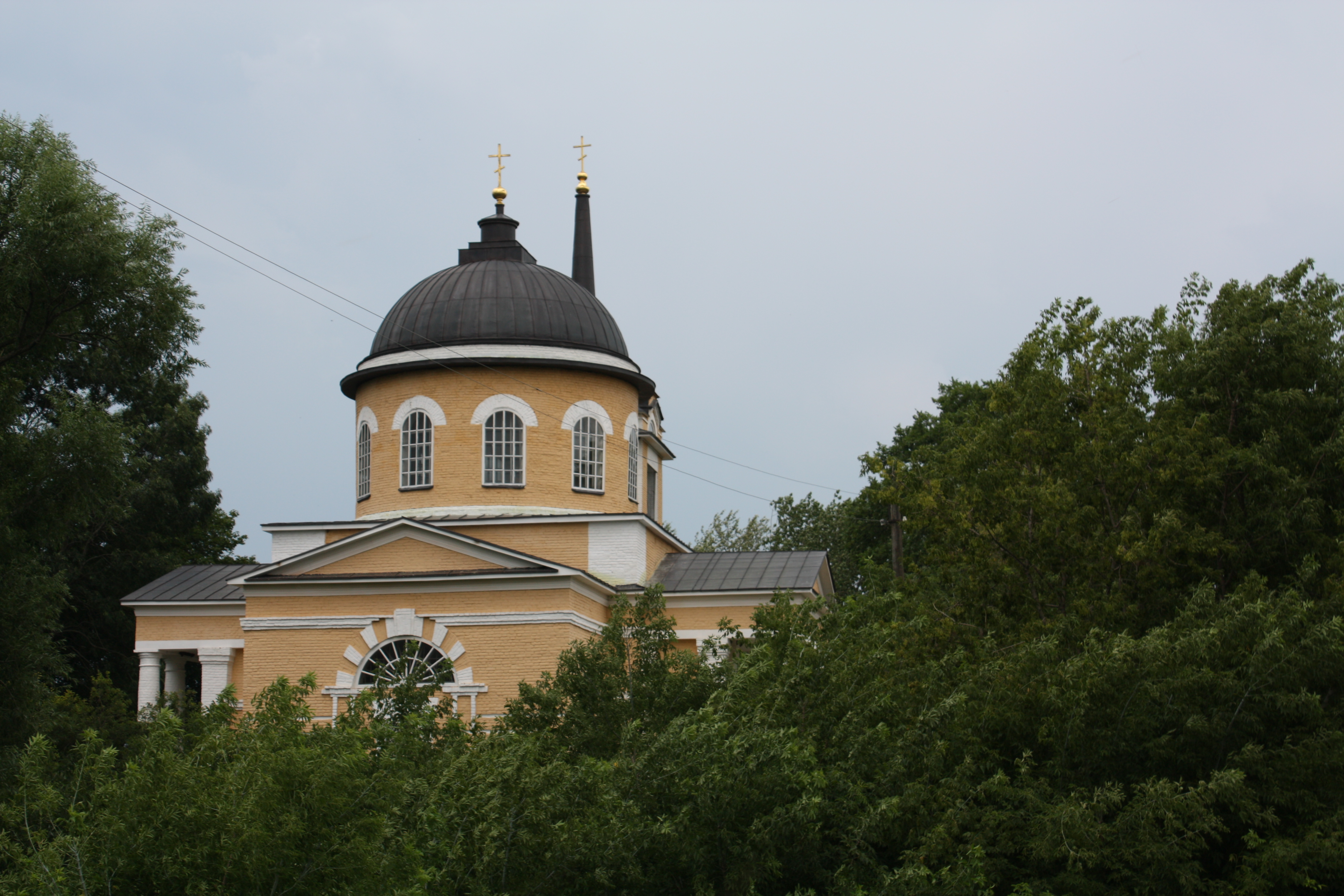
Церковь Архангела Михаила
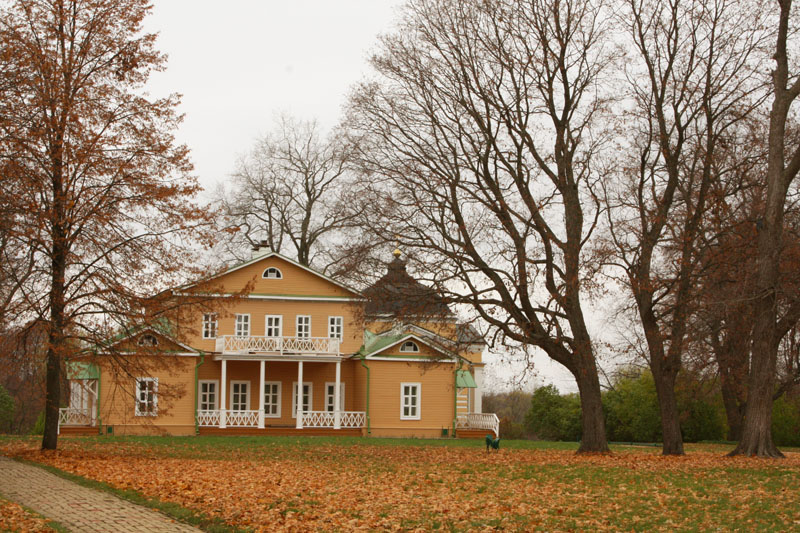
Барский дом осенью
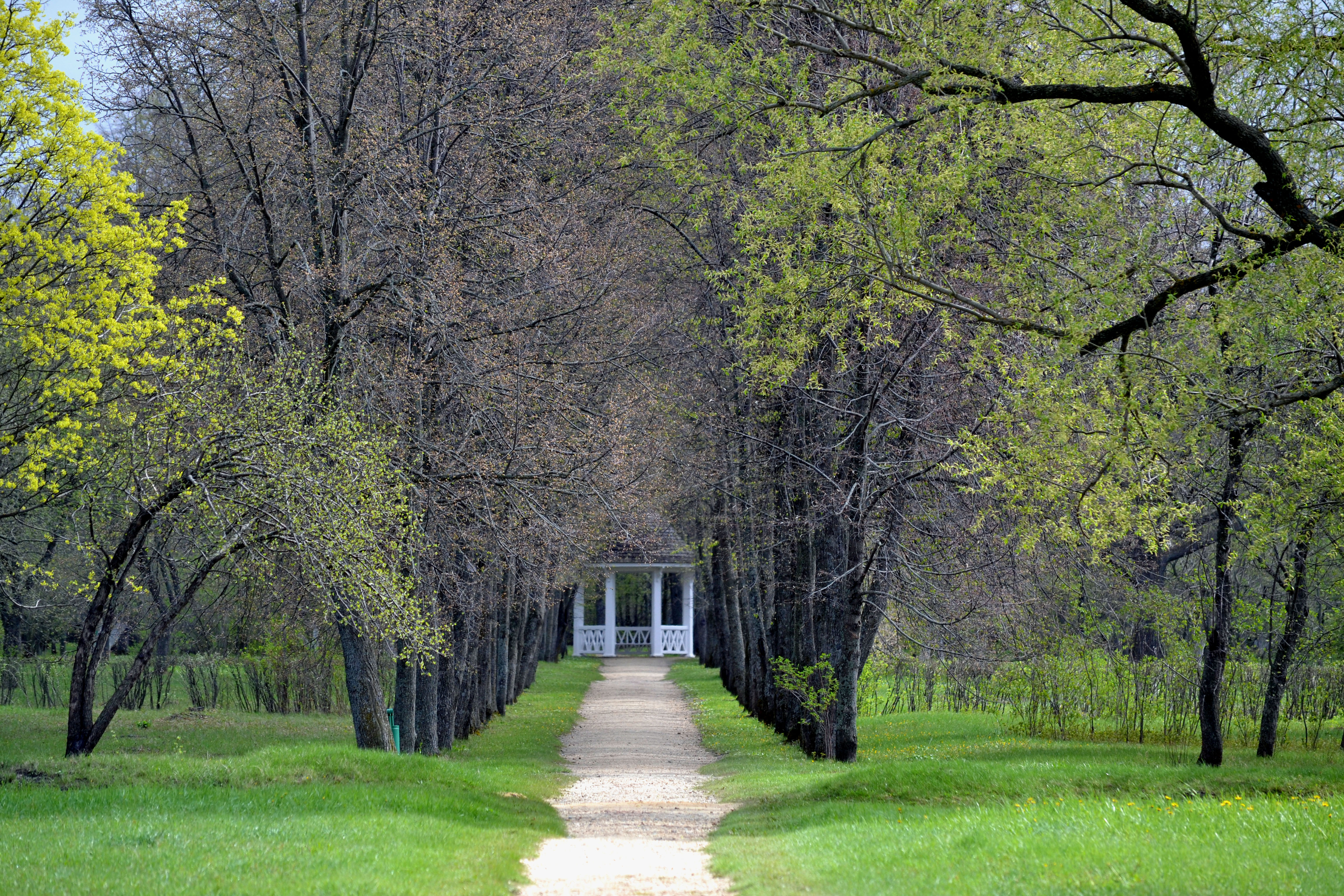
Дальний сад
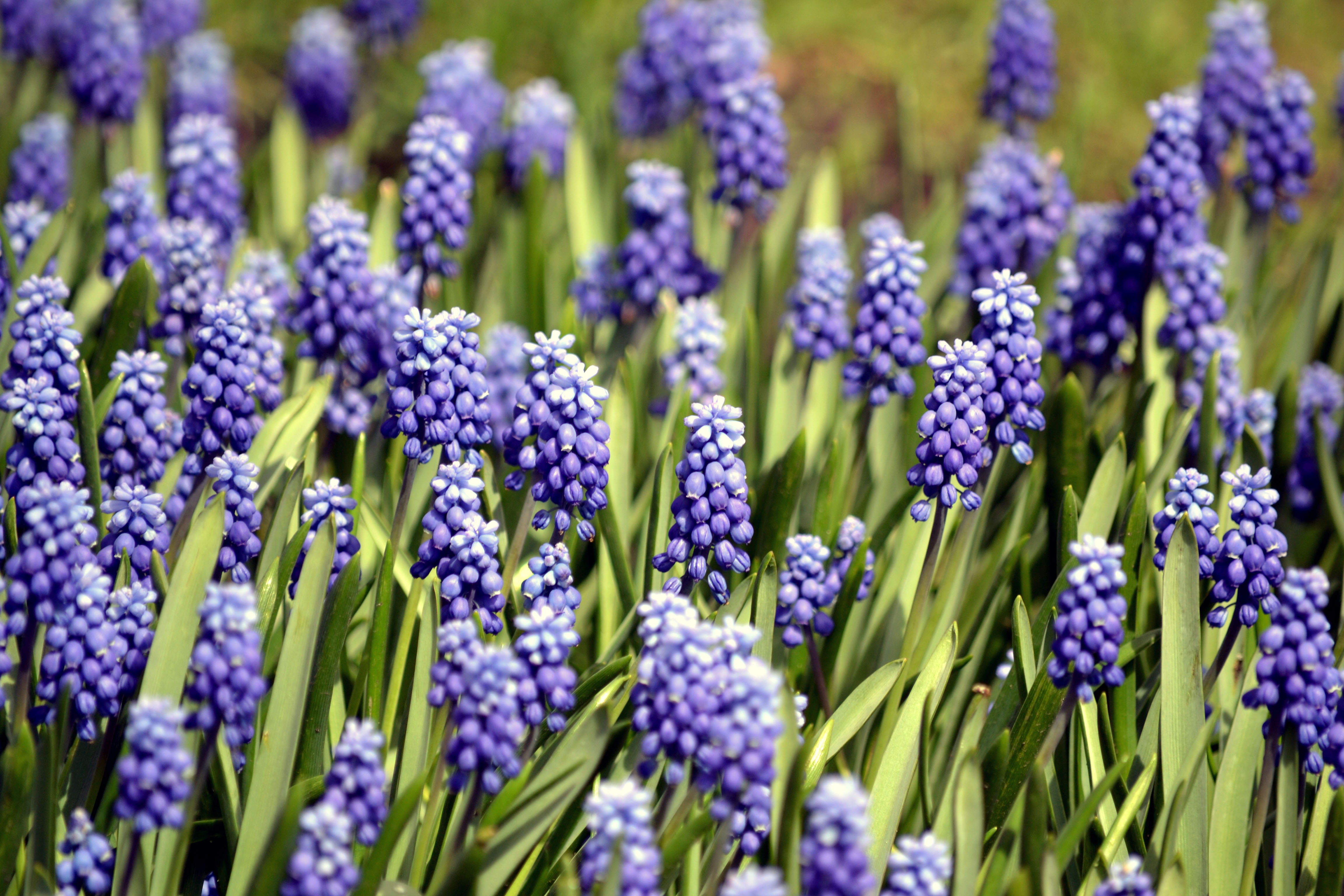
Цветы в заповеднике
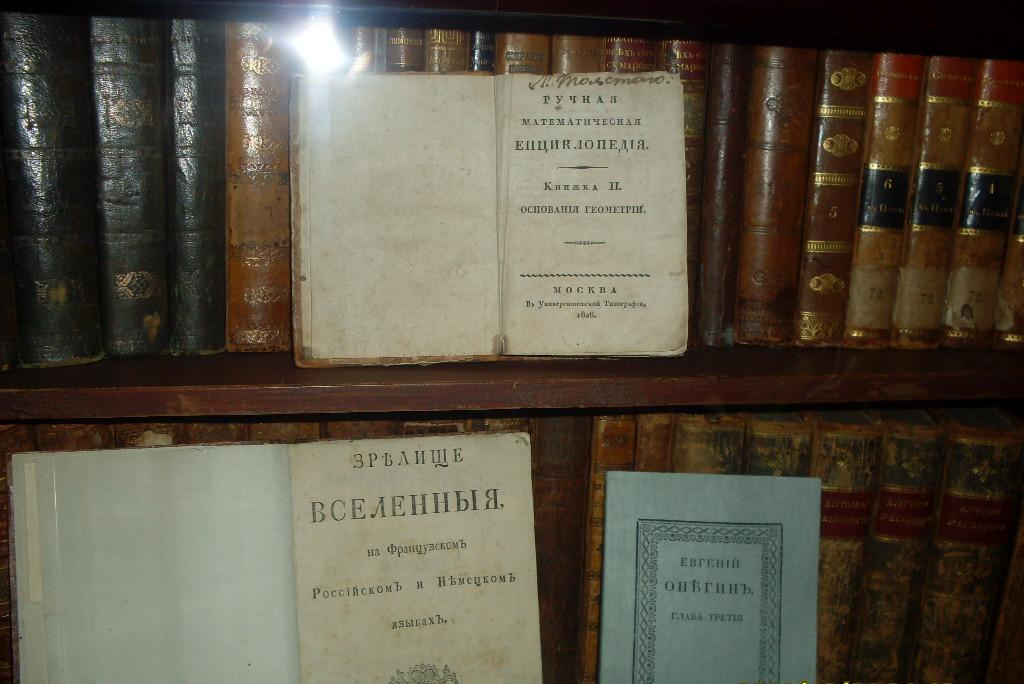
Библиотека М. Ю. Лермонтова
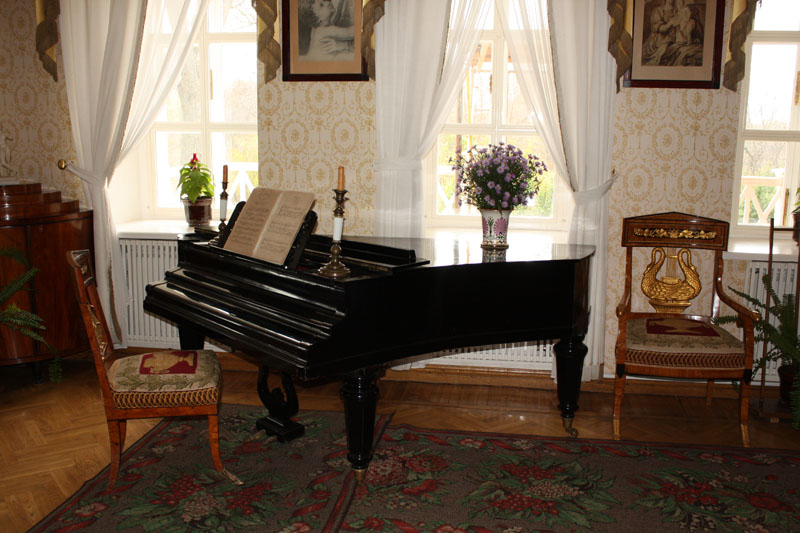
Один из интерьеров барского дома на первом этаже
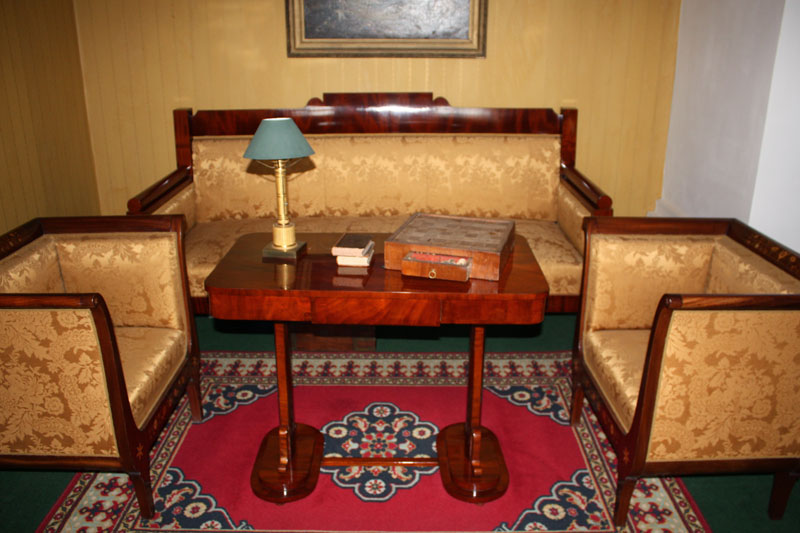
Один из интерьеров барского дома
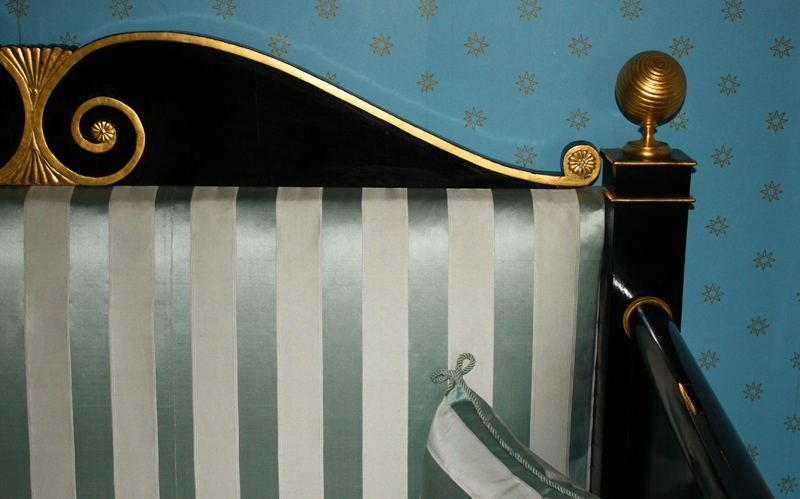
Часть одного из интерьеров
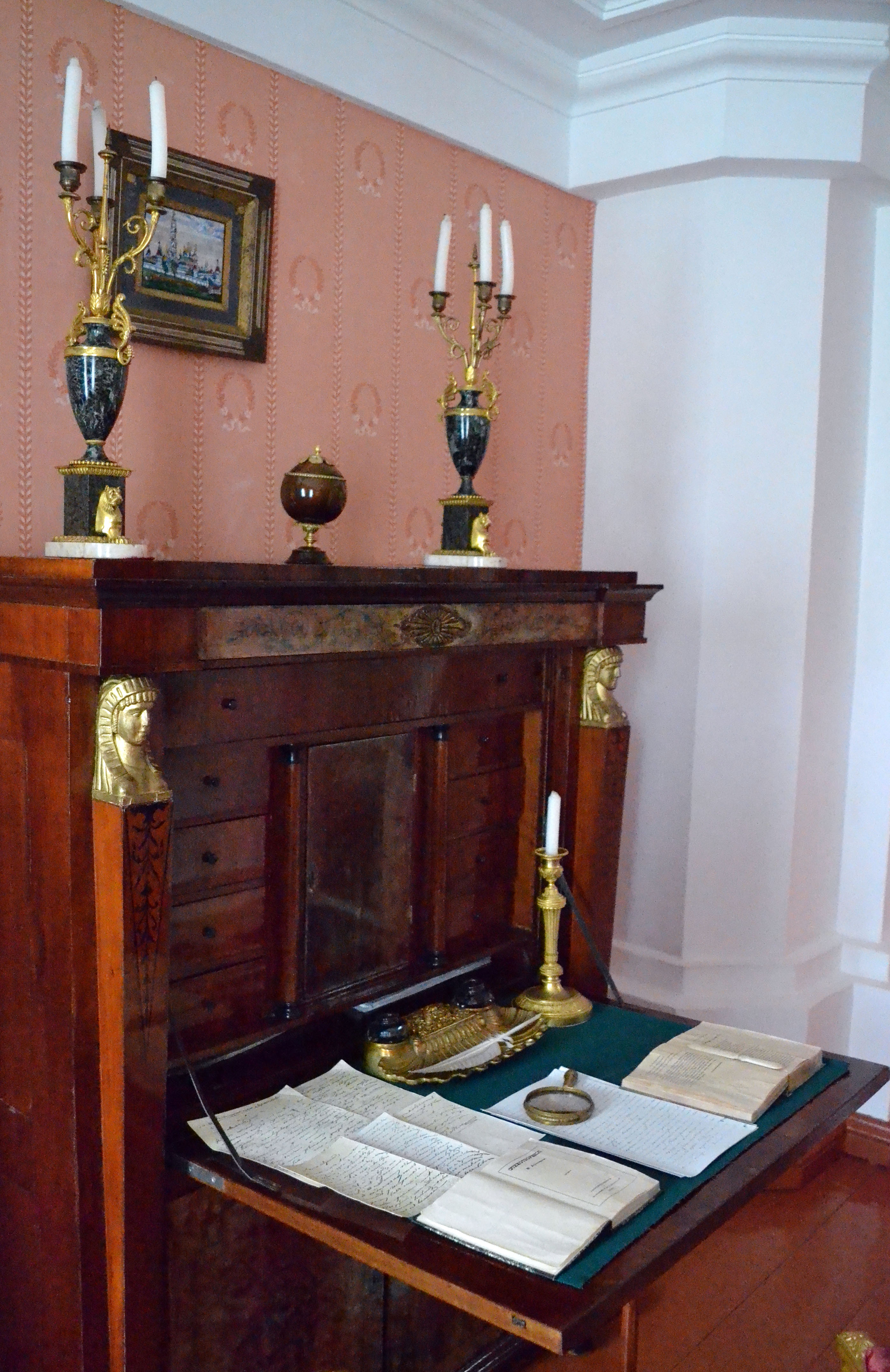
Секретер бабушки М. Ю. Лермонтова
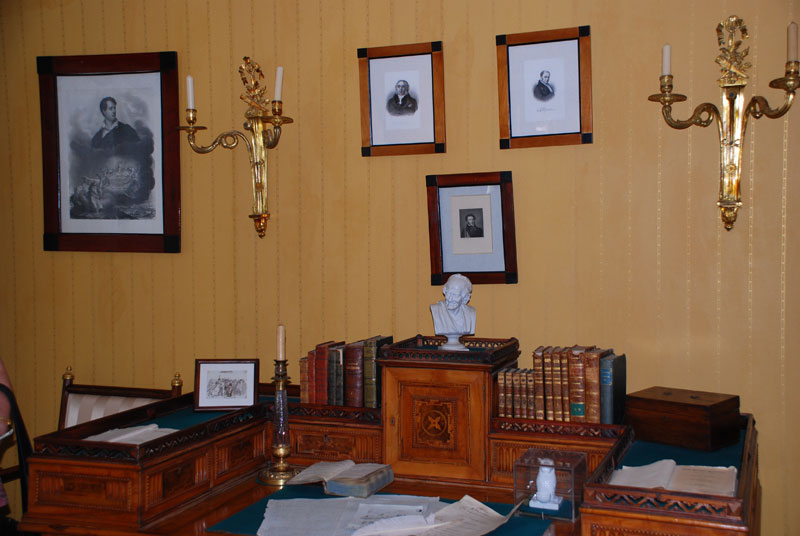
Кабинет Лермонтова